# Aviso dos Cientistas do Mundo à Humanidade
O "Aviso dos Cientistas do Mundo à Humanidade" foi um documento escrito em 1992 por Henry W. Kendall e assinado por cerca de 1.700 cientistas renomados. Vinte e cinco anos depois, em novembro de 2017, 15.364 cientistas assinaram o "Aviso dos Cientistas do Mundo à Humanidade: Um Segundo Aviso", escrito por William J. Ripple e sete coautores pedindo, entre outras coisas, o planeamento populacional humano e a redução drástica do consumo per capita de combustíveis fósseis, carne e outros recursos. O segundo aviso tem mais cientistas co-signatários e apoiadores formais do que qualquer outro artigo de periódico já publicado.

## Primeira publicação
No final de 1992, o falecido Henry W. Kendall, ex-presidente do conselho de administração da Union of Concerned Scientists (UCS), escreveu o primeiro aviso, "World Scientists' Warning to Humanity", que começa: "Os seres humanos e o mundo natural estão em rota de colisão". A maioria dos laureados com o Prêmio Nobel em ciências assinou o documento; cerca de 1.700 dos principais cientistas do mundo anexaram as suas assinaturas.
Às vezes, era oferecido em oposição ao Apelo de Heidelberg — também assinado por vários cientistas e ganhadores do Nobel no início de 1992 — que começa criticando "uma ideologia irracional que se opõe ao progresso científico e industrial e impede o desenvolvimento económico e social". Este documento era frequentemente citado por aqueles que se opõem às teorias relacionadas com as alterações climáticas.
Em contraste, a petição liderada pela UCS contém recomendações específicas: “Devemos, por exemplo, abandonar os combustíveis fósseis e optar por fontes de energia mais benignas e inesgotáveis, para reduzir as emissões de gases com efeito de estufa e a poluição do nosso ar e da nossa água. ... Temos de estabilizar a população.”

## Segundo Aviso
Em novembro de 2017, 15.364 cientistas assinaram o "Alerta dos Cientistas do Mundo à Humanidade: Um Segundo Aviso", escrito pelo principal autor, professor de ecologia, William J. Ripple, da Universidade Estadual do Oregon, juntamente com 7 coautores, pedindo, entre outras coisas, a limitação do crescimento populacional e a redução drástica do consumo per capita de combustíveis fósseis, carne e outros recursos. O segundo aviso incluiu 9 gráficos de séries temporais de indicadores-chave, cada um correlacionado a uma questão específica mencionada no aviso original de 1992, para mostrar que a maioria dos problemas ambientais continua a tender na direção errada, a maioria sem nenhuma mudança percetível na taxa. O artigo incluiu 13 etapas específicas que a humanidade poderia tomar para fazer a transição para a sustentabilidade.
O segundo aviso tem mais cientistas co-signatários e apoiadores formais do que qualquer outro artigo científico já publicado. O aviso completo foi publicado na BioScience e ainda pode ser endossado no site Scientists Warning.

## Alerta de 2019 sobre alterações climáticas e atualizações de 2021 e 2022
Em Novembro de 2019, um grupo de mais de 11.000 cientistas de 153 países classificou as alterações climáticas como uma “emergência” que levaria a um “sofrimento humano incalculável” se não ocorressem grandes mudanças na ação:
| “ | Declaramos clara e inequivocamente que o planeta Terra enfrenta uma emergência climática. Para garantir um futuro sustentável, devemos mudar a forma como vivemos. [Isto] implica grandes transformações na forma como a nossa sociedade global funciona e interage com os ecossistemas naturais. | ” |

A declaração de emergência enfatizou que o crescimento económico e o crescimento populacional “estão entre os principais impulsionadores do aumento das emissões de CO2 provenientes da combustão de combustíveis fósseis” e que “precisamos de transformações ousadas e drásticas no que diz respeito às políticas económicas e populacionais”.
Uma atualização de 2021 da declaração de emergência climática de 2019 concentra-se em 31 sinais vitais planetários (incluindo gases de efeito de estufa e temperatura, aumento do nível do mar, uso de energia, massa de gelo, conteúdo de calor do oceano, taxa de perda da floresta amazónica, etc.) e mudanças recentes neles. Destes, 18 estão atingindo níveis críticos. Os confinamentos da COVID-19, que reduziram os níveis de transporte e consumo, tiveram muito pouco impacto na mitigação ou reversão destas tendências. Os autores dizem que somente mudanças profundas no comportamento humano podem enfrentar estes desafios e enfatizam a necessidade de ir além da ideia de que o aquecimento global é uma emergência independente e uma faceta da crise ambiental cada vez pior. Isto exige mudanças transformacionais no sistema e foco na causa raiz dessas crises, a vasta superexploração humana da Terra, em vez de apenas abordar o alívio dos sintomas. Eles apontam seis áreas onde é necessário fazer mudanças fundamentais:
(1) energia — eliminação dos combustíveis fósseis e transição para as energias renováveis;
(2) poluentes atmosféricos de curta duração — nomeadamente o carbono negro (fuligem), o metano e os hidrofluorocarbonetos;
(3) natureza — restaurar e proteger permanentemente os ecossistemas da Terra para armazenar e acumular carbono e restaurar a biodiversidade;
(4) alimentação — mudança para dietas maioritariamente baseadas em vegetais, redução do desperdício alimentar e melhoria das práticas de cultivo;
(5) economia — passar do crescimento indefinido do PIB e do consumo excessivo dos ricos para uma economia ecológica e uma economia circular, em que os preços refletem todos os custos ambientais dos bens e serviços; e
(6) população humana — estabilizar e reduzir gradualmente a população através do planeamento familiar voluntário e do apoio à educação e aos direitos de todas as raparigas e mulheres jovens, o que comprovadamente reduz as taxas de fertilidade.
No 30º aniversário do Aviso dos Cientistas Mundiais à Humanidade, uma segunda atualização da declaração de emergência climática concluiu que “Estamos agora em ‘código vermelho’ no planeta Terra”.

## Alerta de população de 2022
Em outubro de 2022, Eileen Crist, William J. Ripple, Paul R. Ehrlich, William E. Rees e Christopher Wolf contribuíram para o Alerta dos cientistas sobre a população, publicado pela Science of the Total Environment como "parte da série contínua de publicações de alerta dos cientistas", para abordar os impactos negativos do tamanho e do crescimento populacional no clima e na biodiversidade, que eles afirmam "continuar sendo ignorados, evitados ou negados". Ele pede duas ações que, se forem atendidas, interromperão o crescimento populacional antes do final deste século. Em primeiro lugar, os autores fazem um apelo global a todos os adultos para que não tenham mais de um filho, como parte das mudanças transformadoras necessárias para mitigar as mudanças climáticas e a perda de biodiversidade. Em segundo lugar, o alerta exorta os formuladores de políticas a "implementar políticas populacionais com dois componentes principais de empoderamento feminino", melhorando principalmente a educação de mulheres e meninas jovens e fornecendo serviços de planeamento familiar de alta qualidade para todos. Ele enfatiza que "a combinação de apoio institucional para planear as escolhas de procriação e realização educacional, incluindo maiores oportunidades de educação superior para mulheres, produz declínios imediatos de fertilidade". Ele também postula que uma população humana sustentável, que de acordo com analistas ambientais é "aquela que desfruta de um padrão de vida modesto e equitativo de classe média num planeta que retém a sua biodiversidade e com adversidades relacionadas ao clima minimizadas", está entre 2 e 4 mil milhões de pessoas.
O aviso também defende o combate à pobreza, ao patriarcado e ao consumo excessivo pelos ricos, e apela a que um imposto global sobre a riqueza seja cobrado principalmente contra "nações, indústrias e pessoas ricas que mais beneficiaram do uso histórico e contemporâneo em larga escala de combustíveis fósseis pela humanidade", a fim de expandir "o saneamento limpo e a disponibilidade de água, a soberania alimentar e a eletrificação através de energias renováveis". Salienta que o alívio da pobreza deve incluir a prestação de serviços públicos básicos, em particular cuidados de saúde e educação.

## Avisos de outros cientistas
- Georgian, Samuel; Hameed, Sarah; Morgan, Lance; Amon, Diva J.; Sumaila, U. Rashid; Johns, David; Ripple, William J. (2022). «Scientists' warning of an imperiled ocean». Biological Conservation. 272: 109595. Bibcode:2022BCons.27209595G. doi:10.1016/j.biocon.2022.109595
- Wiedmann, Thomas; Lenzen, Manfred; Keyßer, Lorenz T.; Steinberger, Julia K. (2020). «Scientists' warning on affluence». Nature Communications. 11 (3107): 3107. Bibcode:2020NatCo..11.3107W. PMC 7305220. PMID 32561753. doi:10.1038/s41467-020-16941-y
- Merz, Joseph J; Barnard, Phoebe; Rees, William E; Smith, Dane; Maroni, Mat; Rhodes, Christopher J; Dederer, Julia H; Bajaj, Nandita; Joy, Michael K (2023). «World scientists' warning: The behavioural crisis driving ecological overshoot». Science Progress (em inglês). 106 (3). ISSN 0036-8504. PMC 10515534 Verifique |pmc= (ajuda). PMID 37728669 Verifique |pmid= (ajuda). doi:10.1177/00368504231201372